# Forro (náutica)
En náutica, el forro es el conjunto de tablones de los barcos de madera y de planchas de acero en los metálicos con que se cubre el esqueleto del casco, cubiertas, mamparos, etc.
El forro exterior y el interior sobre todo constituyen elementos principales de la construcción de un buque no sólo porque son elementos insustituibles de la resistencia longitudinal, sino porque forman el vaso estanco.

## Forros en los barcos de madera

### Forro exterior

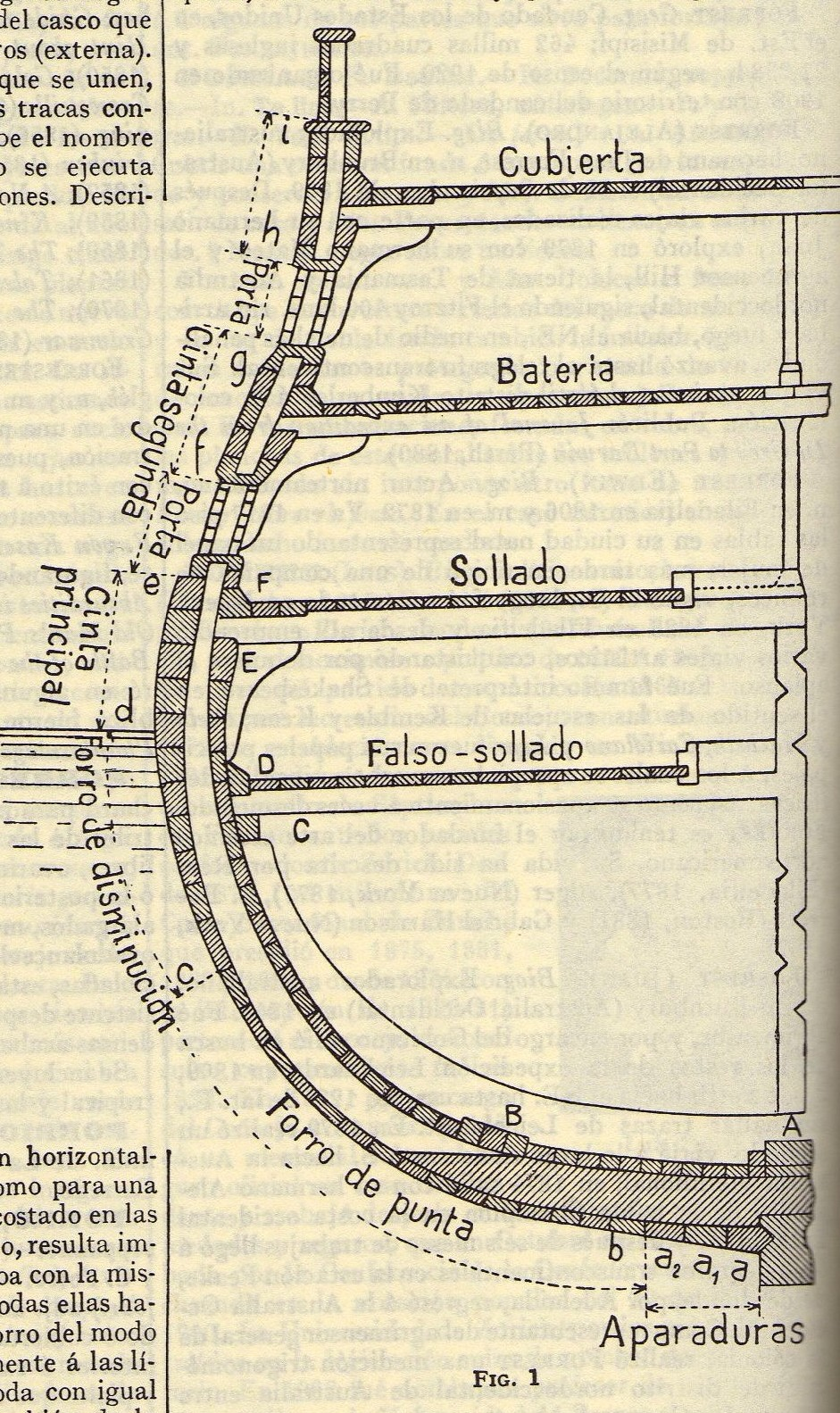
Figura 1.

Está constituido por tracas de tablones de mayor o menor grueso según su importancia como elementos resistente del casco que se aplican a la superficie fuera de miembros (externa).
Las tracas están formadas por tablones que se unen, los de una misma, a tope, quedando dos tracas contiguas separadas por una línea que recibe el nombre de costura, que se calafatea. Esto mismo se ejecuta con la unión de los topes de los tablones. 
El forro de uno de los costados es igual al del otro. Está formado por las tracas de aparadura o aparaduras, en número de tres, que van inmediata a la quilla y son de espesores decrecientes. En la figura 1 están indicadas en a, a1 y a2. A partir de esta última traca , entre la b y la c (fig. 1) van una serie de ellas de igual grueso, que reciben el nombre de forro de punto, cuyo grueso oscilaba de 140 a 150 mm.
A nivel de cada cubierta se encuentran otras tracas que son de mayor espesor que reciben el nombre de cintas, unidas al forro de punto por unas tracas de espesores decrecientes, por lo cual se llama forro de disminución. A las tracas altas de éste se le llaman cosederas. A las tracas de d a e se le sa el nombre de cinta principal, y a las comprendidas ente f y g y h e i, cintas segunda y tercera, respectivamente.
A las tracas fraccionadas por las portas se les llama forro de entrechazas.
En cuanto a los tablones que componen cada una de las tracas del forro exterior, que no se ensamblan por sus extremos, deben repetirse de tal manera que dos uniones de ellos en dos tracas contiguas disten horizontalmente 1,5 cm como mínimo. Además, como para una misma fracción de eslora la superficie de costado en las amuras y aletas es menor que en el centro, resulta imposible que las tracas corran de popa a proa con la misma anchura ni aunque sea posible que todas ellas hagan ese recorrido. Por eso ha de instalarse el forro del modo siguiente: las cintas se colocan paralelamente a las líneas de batiportes, terminando en la roda con igual anchura. Las aparaduras se conservan también de la misma anchura. Las tracas intermedias se trazan dividiendo en el mismo número  de partes iguales las partes de cuaderna maestra y roda comprendidas entre la cinta principal y tercera aparadura, siendo cada división de la cuaderna igual al ancho de un tablón; las de la roda resultarán menores y las tracas se van disminuyendo progresivamente, o de cada dos se hace una, o de cada tres dos. Análogamente se distribuyen las de popa. En ambos casos los tablones que se sustituyen reciben el nombre de atunes.
La sujeción de los tablones a las cuadernas se hace mediante pernos, clavos y cabillas de madera, colocados o no en zigzag.

### Forro interior
Como el exterior, está compuesto de tablones longitudinales aplicados a la superficie interna de las cuadernas. La traca principal de este forro es la sobrequilla, compuesta de tablones gruesos ensamblados por sus extremos y ligados a los de quilla por pernos. 
Es una de las piezas que más contribuye a la rigidez longitudinal del casco, por ser la que está más alejada, con la quilla, de la fibra neutra. Con el fin de producir el mismo efecto van tres tracas B (fig. 1) llamadas palmejares, de mayor grueso que las restantes. Entre los palmejares y la sobrequilla, el forro se constituye por tracas longitudinales.
Para dar apoyo y sostener los baos, las tracas inferior C y superior D (fig. 1), entre las que aquellos vienen a encastrarse, son de gran escuadría y reciben respectivamente los nombres de durmiente y trancanil.
Debajo del durmiente corre otra traca también de escuadría reforzada, que se denomina sobredurmiente. Esta estructura se repite en cada cubierta.
El forro se constituye entre los palmejares y el durmiente en tracas inclinadas en dos direcciones igualmente inclinadas respecto a la horizontal, completadas por otras longitudinales que rellenan los espacios angulares comprendidos por las oblicuas. El objeto de ella es que el forro trabaje bien a la compresión.
Entre dos cubiertas consecutivas el forro de la amurada está constituido por una traca que va sobre el trancanil, llamada sobretrancanil o cosedera, y las interrumpidas por las portas o forro de entrechazas.

### Forro de las cubiertas
Está constituido por tracas de tablones longitudinales, colocadas unas a l lado de las otras y separadas por las costuras que se calafatean con estopa y brea.
Las tracas inmediatas a los trancaniles son de mayor grueso que las restantes, y su forma es la del contorno de las amuradas.
El forro así constituido va clavado sobre los baos con clavos de cabeza perdida tapados con tapines de madera. 
Los forros de las cubiertas, así como los exteriores, deben de ser perfectamente estancos, a cuyo fin se calafatean todas las costuras con estopa y brea.

### Forro de cobre
Para evitar la podredumbre de los tablones exteriores de la obra viva, así como para hacer más lisa la superficie se forra la carena con planchas de cobre que se sujetan con clavos del mismo metal, interponiendo papel de estraza o fieltro vegetal.

## Forros en los barcos metálicos
Están constituidos por planchas rectangulares de acero remachadas, según los casos, a las cuadernas, baos o montantes. Cuando las mayores dimensiones de las planchas están dirigidas en la misma dirección que los miembros en que se fijan, se suele llamar transversal su colocación. Cuando la dirección es perpendicular las planchas se disponen por tracas transversales o longitudinales. 
La unión de las planchas de una misma traca y de estas entre sí se puede hacer de varios modos:
- a tope: los cantos de las planchas quedan en contacto (fig. 3) y su unión se efectúa remachándolos a un trozo de plancha llamado cubrejuntas A B, que puede ir por las dos caras.
- a tingladillo: las planchas montan los cantos de las unas sobre las otras como indica la figura 4.
- a doble tingladillo: las planchas van en la disposición que muestra la figura 5.

Los remaches (roblones) se disponen en una o varias filas. 
La porción de una plancha que monta sobre otra se llama recubrimiento.
Los forros pueden disponerse combinando estos sistemas: así, por ejemplo, las tracas pueden ser formadas a tope y unidas entre sí, a tingladillo, sencillo o doble, o a tope también.
Como los forros metálicos, al contrario que los de madera, se hacen intervenir en gran número de casos en la resistencia del conjunto, se ligan las planchas entre sí por medio de cubrejuntas A B cuando se colocan a tope. Estos cubrejuntas se ponen generalmente por el lado de los miembros que integran el esqueleto del forro y se interrumpen en ellos para evitar que haya que encurvarlos como ocurriría de ser continuos.
En el sistema de tingladillo la fijación del forro a los miembros impone la colocación de unas cuñas o embonos que llenen los espacios análogos al a b c d (fig. 5)
Cuando un forro ha de ser estanco se cose de modo que la separación entre los remaches sea cinco veces su diámetro y las costuras se calafatean o repican. Esta operación consiste en acercar los bordes de las planchas entre sí y al miembro que están remachadas mediante un cincel especial empleado a martillo o neumáticamente, que abre un pequeño surco que expansiona convenientemente el metal.

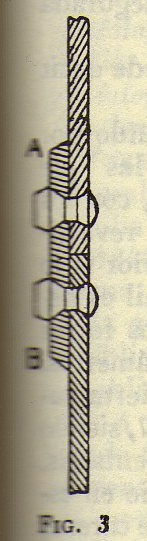
Figura 3.
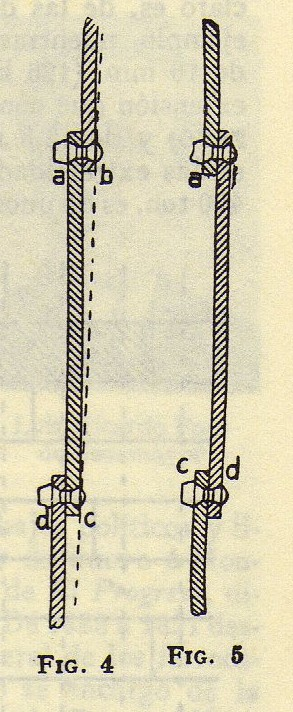
Figuras 4 y 5.

### Forro exterior
En los cascos metálicos, al contrario de lo que ocurre en los de madera, el forro exterior constituye uno de los elementos principales de la resistencia longitudinal de un navío. Se dispone en tracas longitudinales continuas de modo que las planchas que componen cada una van unidas por sus extremidades a tope o a tingladillo.
En el primer caso el empleo de cubrejuntas transversales se hace indispensable. Las tracas entre sí suelen unirse a doble tingladillo.
Cuando las juntas de los topes de las planchas se hacen a tingladillo, los resaltes que resultan ab, cd, etc. (véase en fig. 4), se disponen de modo que miren hacia popa con el fina de que la carena no se presente desventajosamente a la resistencia del agua en la marcha avante. A veces se suavizan esos escalones con un enlucido parcial de cemento.
Si el forro ha de contribuir eficazmente a la resistencia longitudinal, es necesario que no ofrezca líneas transversales de mínima resistencia.  A este fin debe cumplir la condición siguiente: las juntas transversales son líneas débiles que deben distribuirse de modo que se repartan conveniente y regularmente. En general no se admite en tracas contiguas dos juntas transversales que no estén separadas al memos por dos claras entre cuadernas. Los laminadores proporcionan para cumplir esta condición planchas de 11 m de longitud. Sean ab, a1b1, a2b2... las cuadernas, A, A1, A2... las tracas y m n m' n' una de las planchas, todas iguales, con que se va a constituir el forro (fig. 7). Sea l la longitud de la plancha y c el ancho de la clara entre las cuadernas. Si es l = 4c, la única distribución posible es la indicada en dicha figura, en la que se ve las juntas mn, m2n2... que caen en la misma clara sólo distan el ancho a de una traca. Si es l = 5c, la disposición que se obtiene es la de la figura 8 con una distancia entre juntas igual a 4a. Si es l = 6c, resulta la distancia igual a 2a. Si l = 7c, resulta 6a. En todas estas disposiciones las claras tiene nigual número de juntas transversales mn, m2n2... Pueden lograrse muy distintas distribuciones alargando la separación entre las juntas más próximas de dos tracas consecutivas, quedando entonces algunas claras sin juntas.

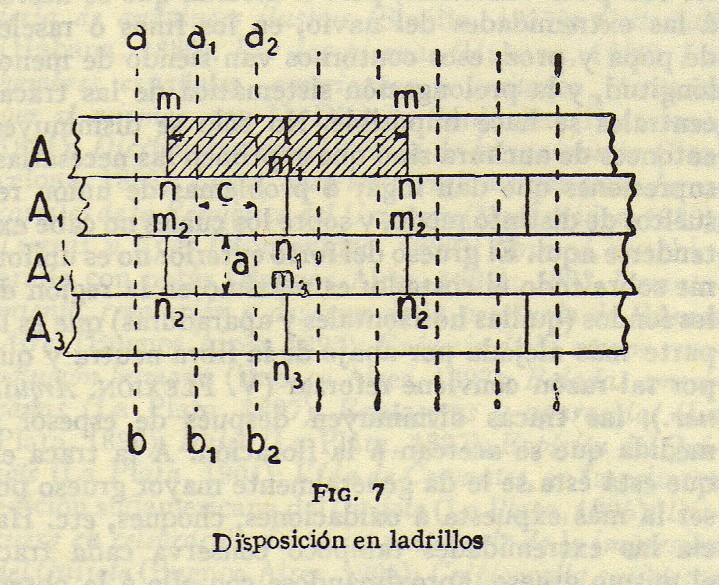
Figura 7.
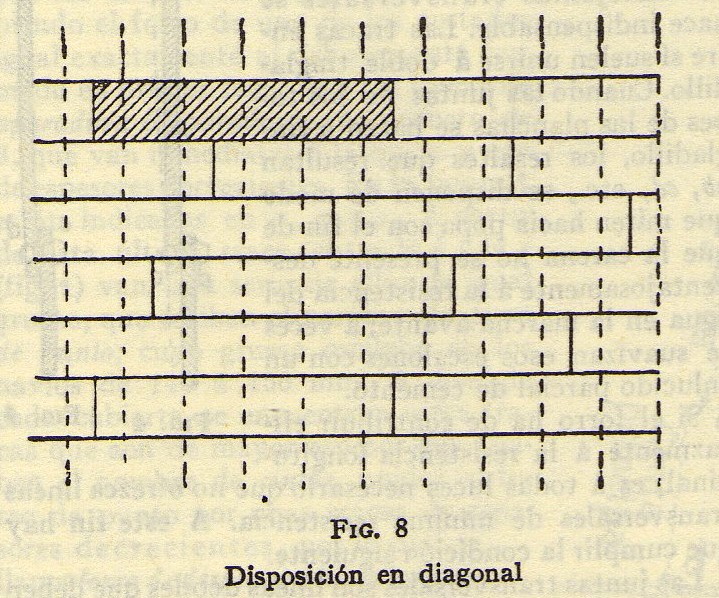
Figura 8.

La distribución de las costuras de las tracas entre sí (costuras longitudinales) se sujetas a las reglas siguientes: Para las de obra viva, se arreglan en posición y número para que queden comprendidas entre las claras que dejan entre sí las cuadernas longitudinales o vagras; las de las quillas horizontales son paralelas al plano diametral y la más próxima a la flotación horizontal; las intermedias se distribuyen de modo tal que se conserve constante la anchura de cada traca lo más posible. Las de la obra muerta caen entre las cubiertas y se conservan paralelas a ellas.
La constante anchura de las tracas solo es posible en la región central, donde los desarrollos de los contornos transversales son poco diferentes; pero a medida que se acerca a las extremidades del barco, en los finos o raseles de popa y proa, esos contornos van siendo de menor longitud, y la prolongación sistemática de las tracas centrales se hace imposible. No sólo se disminuyen entonces de anchura sino que se suprimen las necesarias, supresiones que dan lugar a problemas de unión resueltos de distinta forma. 
El grueso del forro exterior no es uniforme sobre todo el costado: es máximo en la región de los fondos (quillas horizontales y aparaduras) que es la parte más alejada por abajo de la fibra neutra y que pro tal razón conviene reforzar. Las tracas disminuyen después de espesor a medida que se acercan a la flotación. A la traca en la que ésta está se la da generalmente mayor grueso por ser la más expuesta a oxidaciones, choques, etc. Hacia las extremidades tampoco conserva cada traca el mismo espesor, aproximándose con ello a la obtención de una viga de igual resistencia: lo más frecuente es que el grueso de cada traca se conserve constante en la región central. A partir de esta región las planchas de cada t4raca van disminuyendo de espesor, excepto las partes del forro en que frotan las anclas y cadenas al levar, sobre todo si las primeras son sin cepo. 
El forro exterior se sujeta al esqueleto del navío por medio de remaches que lo fijan en sentido transversal a las angulares exteriores de las cuadernas y en el longitudinal a las de las vagras. 
La subdivisión del doble fondo en pequeños compartimentos estancos obliga a unir algunas cuadernas estancamente al forro. 
Las costuras de las tracas entre sí se hacen con dos filas de remaches.

### Forro interior
Para el forro interior del doble fondo se puede decir exactamente lo mismo que para el exterior.

### Forro de los puentes y cubiertas
Está constituido pro tracas longitudinales de planchas, cosidas las que constituyen una traca y éstas entre sí a tope, con los cubrejuntas por la parte inferior si no lleva revestimiento de tablones de madera y por la superior si lo lleva.
La traca próxima al costado o trancanil es generalmente más gruesa que las restantes. 
Los forros se remachan sobre las alas de los baos.
En los cruceros destinados a prestar servicio en estaciones navales que no cuentan con diques de carena suele adaptarse al forro de acero de la obra viva otro de plancha de cobre, con interposición de un embono corrido de teca, cuya finalidad es que el agua no pueda penetrar hasta el forro de acero. el forro de cobre se coloca por tracas longitudinales clavadas al embono con clavos de cobre.